# Erzbistum Kaunas
Das Erzbistum Kaunas (lat.: Archidioecesis Kaunensis, lit. Kauno arkivyskupija) ist ein römisch-katholisches Erzbistum in Mittellitauen mit Sitz in der litauischen zweitgrößten Stadt Kaunas.

## Geschichte
Seit der Christianisierung des heutigen Litauens durch den Deutschen Orden sowie durch die polnisch-litauische Union von Krewo (Hedwig von Anjou) im 14. Jahrhundert lebten Christen im westlichen Landesteil Samogitien. 1417 wurde das Bistum Samogitien gegründet, dessen Bischofsstuhl in Medininkai stand, wie es das Konzil von Konstanz festgelegt hatte. Die Diözese wurde 1798 aufgelöst, jedoch im Jahre 1849 wiedererrichtet.
Zur Reorganisation der Kirchenprovinzen kam es einige Jahre nach der Entstehung eines unabhängigen litauischen Staates im Jahre 1918 sowie der Kriege mit Sowjetrussland und Polen, die zur Abtrennung der Gebiete Mittellitauens an Polen im Jahre 1922 führten, sodass Kaunas zur Interim-Hauptstadt Litauens wurde.
Die Gründung der Erzdiözese von Kaunas und der dazugehörigen Litauischen Kirchenprovinz wurde am 4. April 1926 in einer apostolischen Konstitution des Papstes Pius XI. bekannt gegeben. Neben der Erzdiözese Kaunas gehörten die Suffraganbistümer Vilkaviškis und Telšiai dazu. Daneben wurde für die zu Polen gehörenden Teile Litauens die Kirchenprovinz Vilnius gegründet, der ebenfalls eine Erzdiözese und zwei Suffragane zugeordnet wurden.
Nach der Reorganisation der litauischen Kirchenprovinz durch den Heiligen Stuhl 1991 sind zwei Metropolien entstanden, die von Vilnius und Kaunas. 1997 wurde die neue Diözese von Šiauliai gebildet, der einige nördliche Pfarreien der Erzdiözese Kaunas zugeordnet worden waren. Seitdem bilden die Diözesen von Kaunas, Šiauliai, Bistum Telšiai und Bistum Vilkaviškis die Kirchenprovinz Kaunas.

## Gliederung
Das Erzbistum ist unterteilt in sieben Dekanate:

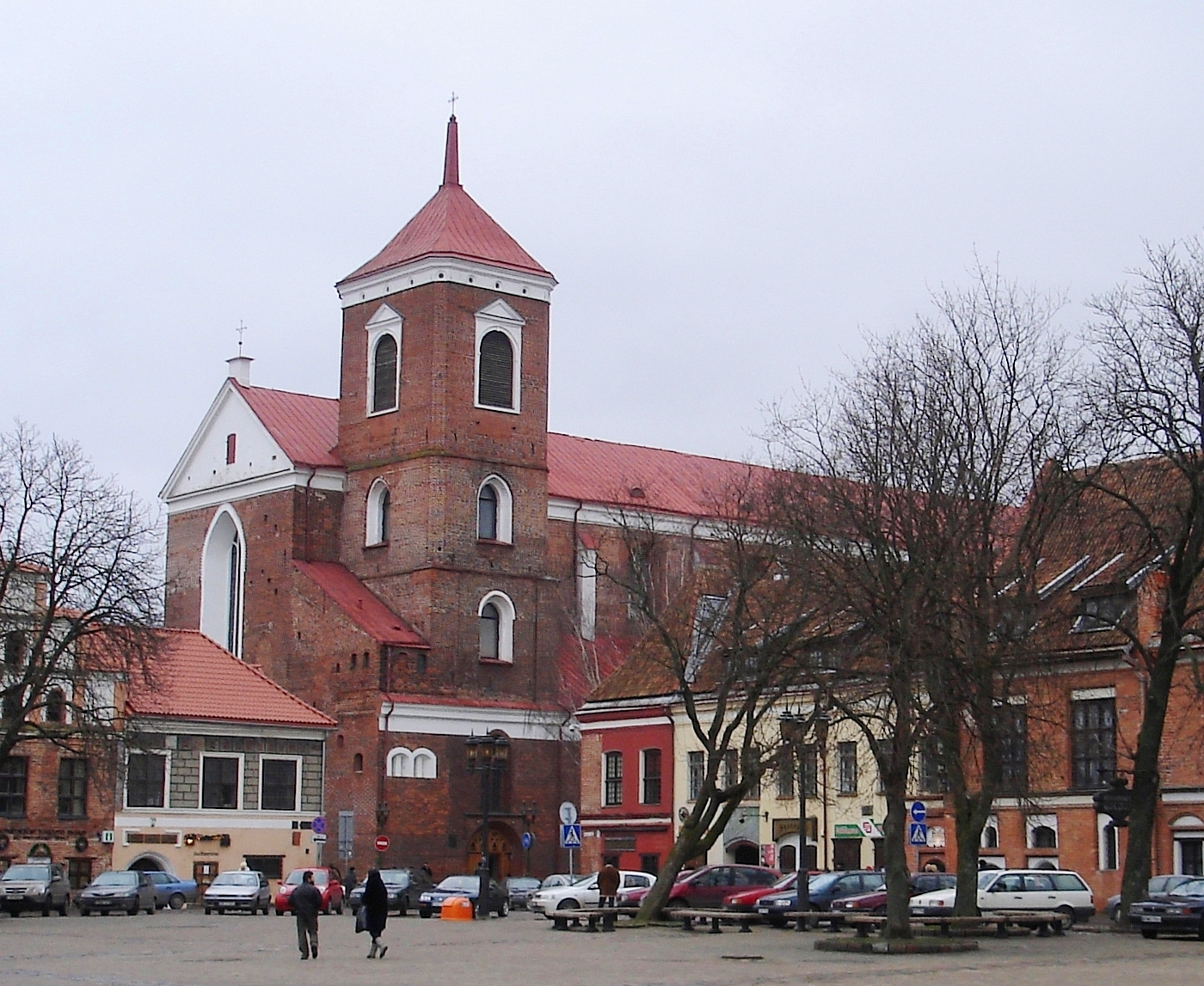
Kathedrale St. Peter und Paul in Kaunas

| - Dekanat Jonava - Dekanat Jurbarkas - Dekanat Kaunas I - Dekanat Kaunas II | - Dekanat Kėdainiai - Dekanat Raseiniai - Dekanat Ukmergė |

## Würdenträger
- siehe: Liste der Erzbischöfe von Kaunas
- Weihbischöfe
  - Vladas Michelevičius (1924–2008), altersbedingter Rücktritt 1999
  - Jonas Ivanauskas (* 1960), seit 2012 Bischof von Kaišiadorys
  - Algirdas Jurevičius (* 1972), seit 2020 Bischof von Telšiai
  - Saulius Bužauskas (* 1972)